# Señorío de Mirabel
El Señorío de Mirabel fue uno de los estados vasallos del Reino de Jerusalén. Formaba parte del Condado de Jaffa y Ascalón.

## Historia
Mirabel fue conquistada en la primera década de existencia del Reino de Jerusalén e integrado en el Condado de Jaffa y Ascalón.
Después de la revuelta de Hugo II, Conde de Jaffa, se convirtió en señorío vasallo de Barisán de Ibelín.
Fue conquistada en 1187 por Saladino.

## Señores de Mirabel
- Barisán de Ibelín (1135-1151), Señor de Ibelín
- Balduino de Ibelín (1151-1186), Señor de Ramla, hijo del anterior
- Tomás de Ibelín (1186-1187), Señor de Ramla, hijo del anterior

## Actualidad

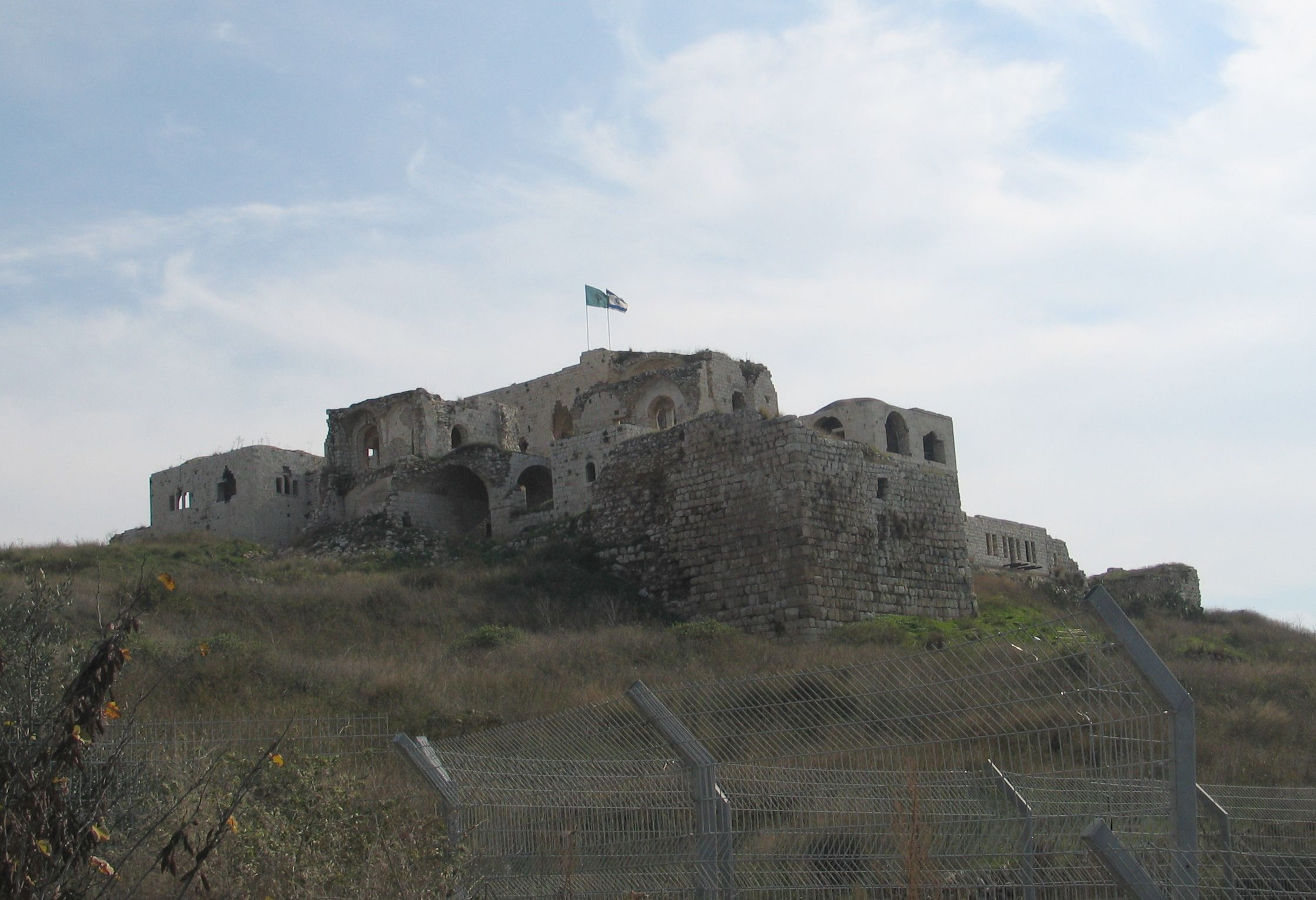
Migdal Afek.

Las ruinas de la fortaleza cruzada de Mirabel están localizadas en Migdal Afek (en hebreo: מגדל אפק‎) o Migdal Tsedek (en hebreo: מגדל צדק‎), una localidad cerca de la ciudad de Rosh HaAyin en Israel. En 1994 fue declarado parque nacional.